# Kaukasus-Teichmolch
Der Kaukasus-Teichmolch (Lissotriton lantzi) ist eine Art der Echten Salamander und lebt im Kaukasus. Er galt lange Zeit als Unterart des Teichmolches.

## Merkmale
Männchen mit einer Gesamtlänge von meist 8–9, ausnahmsweise bis 12 cm. Weibchen mit einer Gesamtlänge von meist 8–10 cm. Sehr ähnlich dem Europäischen Teichmolch (Lissotriton vulgaris), doch gibt es Unterschiede. Der Rückenkamm der Männchen ist hoch (im hinteren Körperabschnitt bis 4 mm), mit spitz-gerundeten „Zähnen“ und kräftigen, dunklen, senkrechten Streifen. Der Rückenkamm der Männchen des Europäischen Teichmolches dagegen ist wellenförmig-gerundet und schwach gestreift. Der Körperquerschnitt des Kaukasus-Teichmolches ist im oberen Bereich leicht kantig, beim Europäischen Teichmolch gerundet. Auch befindet sich beim Kaukasus-Teichmolch vorn eine kleine Lücke in den beiden auf dem Gaumendach längs verlaufenden, feinen Zähnchenreihen. Die Zehensäume der Hinterfüße sind mäßig ausgeprägt. In Wassertracht erkennt man oberseits auf hell olivbraunem Grund dunkle, runde, unregelmäßig verteilte Flecken. Die Kehle ist gelb mit runden Flecken oder kleinen Sprenkeln. Die Kloakenregion ist gewölbt und dunkel.
Weibchen haben einen hellbraunen Rücken und einen gelben Bauch mit kleinen, dunklen Punkten. In Landtracht verdunkelt sich die Färbung bei beiden Geschlechtern, Kamm und Hautsäume der Männchen werden zurückgebildet. Jungtiere sind oberseits einheitlich hellbraun, unterseits mit feiner Sprenkelung.
Eine Verwechslung mit anderen Arten kann lediglich bei Jungtieren mit denen des Nördlichen Bandmolches (Ommatotriton ophryticus) auftreten. Jungtiere des Kaukasus-Teichmolches sind oberseits deutlich heller als die des Bandmolches, letztere haben zudem jeweils einen gelben Fleck im hinteren Kopfbereich.

## Verbreitung

Das Verbreitungsgebiet des Kaukasus-Teichmolches.

Das Verbreitungsgebiet erstreckt sich von den östlichen Ausläufern der Halbinsel Taman im Nordwesten über große Teile des Kaukasus und Kaukasusvorlandes in Russland und Georgien bis in den Nordosten der Türkei und den Norden von Armenien. Außerdem gibt es disjunkte Reliktareale in Aserbaidschan. Die Gebiete nahe dem Kaukasus-Hauptkamm im zentralen und östlichen Kaukasus werden gemieden, nördlich und südlich davon dringt die Art auch weiter in den Osten vor.

## Lebensraum
Von Meeresspiegelhöhe bis 2700 m über NN. Vor allem aufgelockerte Wälder mit Buche, Kastanien und Erle im Hügel- und Bergland werden bewohnt, aber auch Gebiete in der Ebene mit großen Lichtungen. Auch bei Sotschi an der Schwarzmeerküste am Rande von Buchsbaum-Hainbuchen-Wäldern findet sich die Art. Dichte Nadelwälder werden dagegen gemieden. Als Laichgewässer dienen sowohl flache, stehende Gewässer mit reicher Vegetation, die zum Sommer hin austrocknen können, als auch tiefere Seen in Wäldern, auf Lichtungen oder an deren Rändern.

## Lebensweise
Wie beim Europäischen Teichmolch ist die Jahresaktivität stark von der Gegend und der Witterung abhängig. An der Schwarzmeerküste mit sehr mildem Klima verbleiben Teichmolche manchmal den ganzen Winter über im Laichgewässer. Im östlichen Georgien wandern die Molche Anfang April in ihre Laichgewässer ein, die Eier werden schwerpunktmäßig im Mai abgelegt. Danach verlassen die meisten Tiere wieder das Gewässer, nur einige bleiben bis Juni, Juli oder August. In der Gegend von Stawropol suchen die Molche in der zweiten Märzhälfte das Wasser auf und bleiben darin bis etwa Mitte Juli. Im Kaukasus-Naturreservat suchen die Molche je nach Höhenlage ab Ende November, spätestens aber im März das Wasser auf. Von März bis Juli wird abgelaicht. Je nach Lokalität verlassen die Tiere zwischen Ende Juni und Ende August wieder ihre Gewässer. Generell besteht die Tendenz, die Eier in zwei Laichperioden abzulegen.
Das Paarungsverhalten gleicht weitgehend dem de Europäischen Teichmolches, geringfügige Unterschiede gibt es in der Frequenz und Dauer einzelner Verhaltenselemente. In der Nahrung der Larven spielen Kleinkrebse eine große Rolle, bei den metamorphosierten Tieren im Wasser dagegen auch Insektenlarven. Als Fressfeinde werden Ringelnattern, Wasservögel, Frösche und Bandmolche genannt.

## Gefährdung
Als ein Gefährdungsfaktor wird die Überweidung der Flächen, in denen die Laichgewässer liegen, genannt. Besonders gefährdet sind die isolierten Vorkommen, wie in Aserbaidschan.